# Sidonie Nádherná von Borutín
La baronne Sidonie Nádherná de Borutín, plus tard comtesse Sidonie de Thoune et d'Hohenstein née le 1er décembre 1885 et morte le 30 septembre 1950 est une écrivaine tchèque connue pour avoir accueilli des salons littéraires et de sa correspondance avec Rainer Maria Rilke et Karl Kraus.

## Littérature

### Biographie
- Alena Wagnerová : Das Leben der Sidonie Nádherný. Eine Biographie.  (ISBN 3-434-50543-1).